# Anna Edingshaus von Lassberg
Anna Edingshaus von Lassberg, auch Anna-Lydia Edingshaus oder Anna von Lassberg, manchmal als Laßberg (* 1940 in Ingolstadt; † 15. März 2018 in Remagen-Oedingen) war eine deutsche Autorin und Wissenschaftsjournalistin. Sie lebte und arbeitete in Las Palmas, Gran Canaria und in der Nähe von Bonn. Sie arbeitete über zwanzig Jahre als Wissenschaftsjournalistin für Zeitungen, Rundfunk und Fernsehen.
Sie war Botschafterin des Club of Budapest.

## Werke
- Anna-Lydia Edingshaus: Nachdenken über Gestern und Morgen, Neujahrsgespräche mit den Bundespräsidenten Walter Scheel, Karl Carstens und Richard von Weizsäcker. Piper, München, Zürich 1986, ISBN 3-492-10635-8.
- Anna-Lydia Edingshaus: Heinz Maier-Leibnitz. Ein halbes Jahrhundert experimentelle Physik. Piper Verlag, 1988, ISBN 3-492-03028-9.
- Ernst Pöppel, Anna-Lydia Edingshaus: Geheimnisvoller Kosmos Gehirn. C. Bertelsmann Verlag, Gütersloh 1994, ISBN 3-570-12063-5.
- Anna von Laßberg: Eine Liebe in Bonn. Roman, Fischer Taschenbuch Verlag, Frankfurt/Main 1995, ISBN 3-596-12760-2.
- Dieter Beste, Anna Edingshaus von Laßberg, Franz Alt, Helga Breuninger, Edelgard Bulmahn: Menschen im Aufbruch. Via Nova, Petersberg 2003, ISBN 3-936486-39-5.